# دلفی برای پی اچ پی
دلفی برای پی‌اچ‌پی (به انگلیسی: delphi for php) یا RadPHP یک محصول از امبارکادرو است و برای برنامه نویسی نرم‌افزار، برنامه‌نویسی پودمانی ، کتابخانه و مهندسی نرم‌افزار بر پایه مؤلفه با زبان پی‌اچ‌پی می باشد. این نرم‌افزار محیط توسعه سریع نرم‌افزار یا rad با یک محیط طراحی ، ویرایشگر،اشکال‌یاب (برنامه‌نویسی)، جادوگر توسعه (به انگلیسی: deployment wizard) و چارچوب نرم‌افزاری برای مؤلفه نویسی به نام وی ال سی برای پی اچ پی (به انگلیسی: VCL for PHP) است.

## تاریخچه
این محصول نیز مانند دیگر برنامه های معروف امبارکادرو قبلاً تحت شرکت codegear  و قبل تر توسط بورلند تولید می شده